# 평생교육법
평생교육법은 대한민국 헌법과 교육기본법에 규정된 평생교육의 진흥에 대한 국가 및 지방자치단체의 의무와 평생교육의 운영을 규정한 법률이다.

## 관련 기관
- 제3장 국가평생교육진흥원 등
  - 국가평생교육진흥원
  - 시·도평생교육진흥원
  - 시·군·구평생학습관
  - 읍·면·동 평생학습센터
- 제4장 평생교육사
  - 평생교육사
- 제5장 평생교육기관
  - 학교 부설 평생교육시설
  - 학교형태의 평생교육시설
    - 전공대학

  - 사내대학형태의 평생교육시설
  - 원격대학형태의 평생교육시설
  - 사업장 부설 평생교육시설
  - 시민사회단체 부설 평생교육시설
  - 언론기관 부설 평생교육시설
  - 지식·인력개발 관련 평생교육시설

## 같이 보기
- 교육기본법
- 영유아보육법
- 유아교육법
- 초·중등교육법
- 고등교육법